# Chicoreus rossiteri
Chicoreus rossiteri is een slakkensoort uit de familie van de Muricidae. De wetenschappelijke naam van de soort is voor het eerst geldig gepubliceerd in 1872 door Crosse.